# Курган (аеропорт)

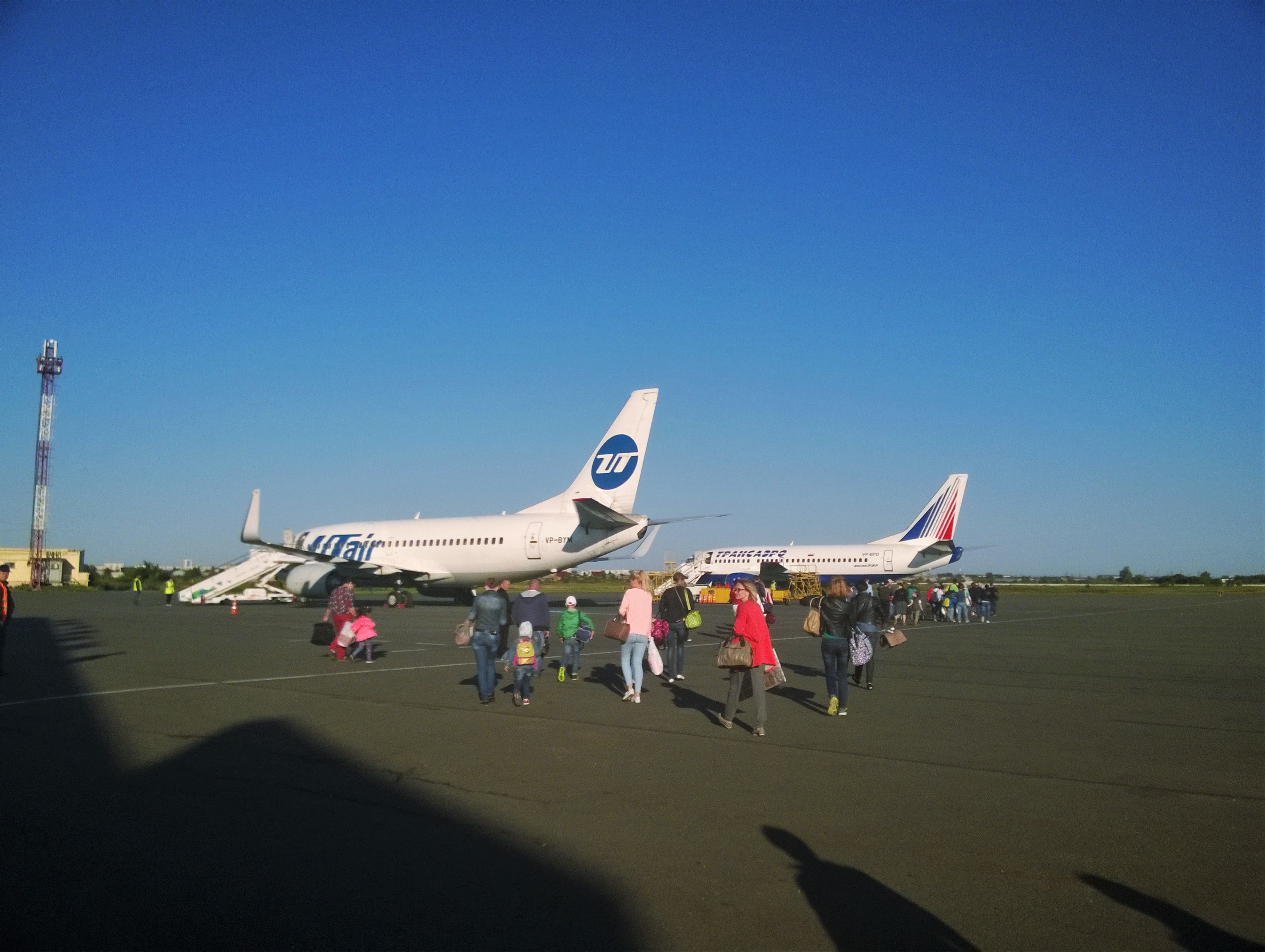
Аеропорт Курган. Літаки Boeing 737—500 авіакомпаній UTair і Трансаеро.

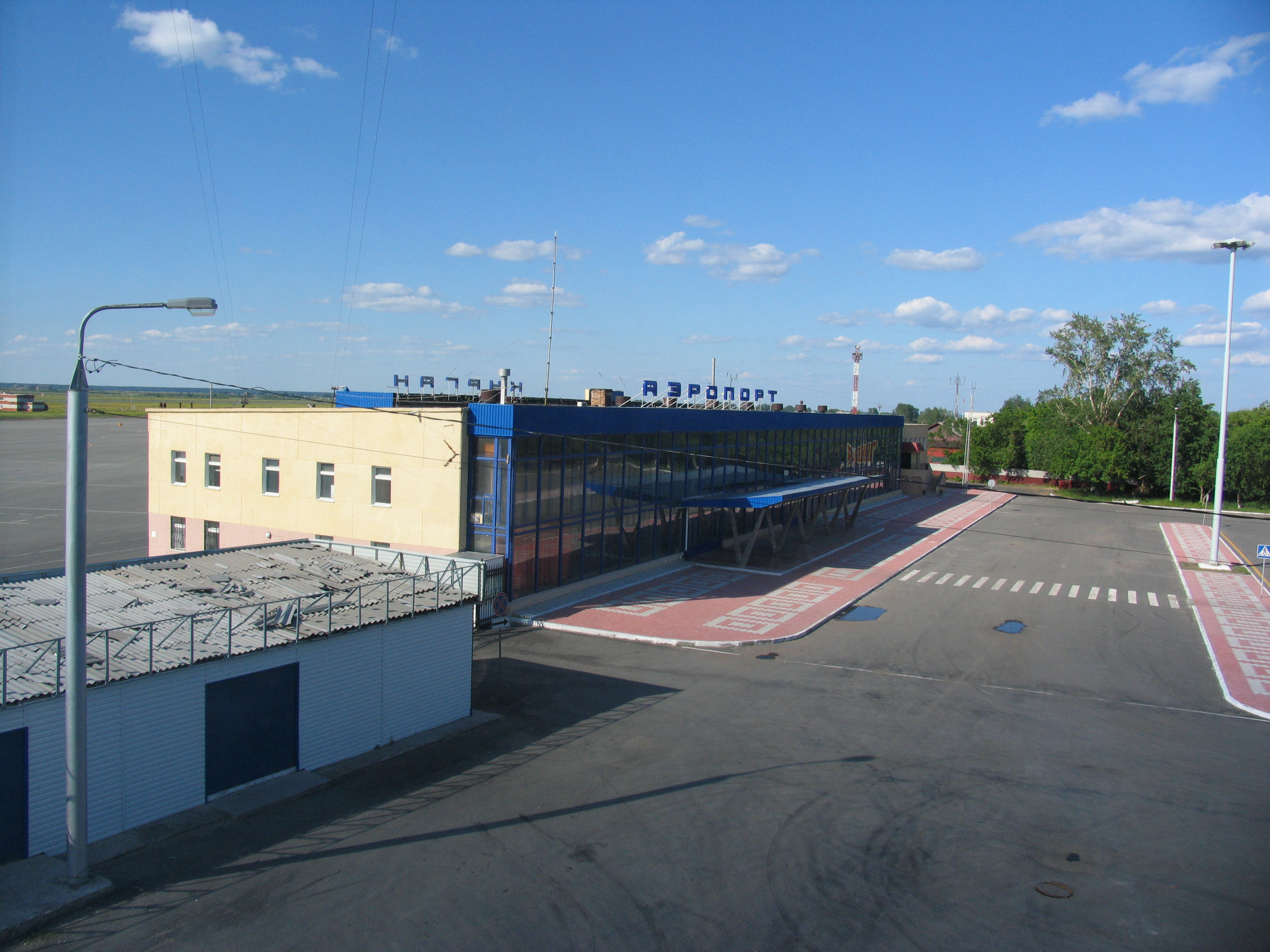
Аеропорт Курган.

Аеропорт Курган (рос. Аэропорт Курган) (IATA: KRO, ICAO: USUU) — аеропорт міста Курган, головні повітряні ворота Курганської області. Має статус аеропорту федерального значення. А з 11 листопада 2015 отримав статус міжнародного, але міжнародні польоти не здійснюються.
Здійснює регулярні, чартерні, пасажирські, вантажні та авіаційні роботи. Належить до аеродромів класу С, довжина ЗПС 2601 м. Розташований за 6 км на північний схід від центру міста.

## ТипиПС, які приймає аеропорт
Ан-12, Ан-24, Ан-26, Іл-76, Ту-134, Ту-154, Як-40, Як-42, Airbus A319, Airbus A320, ATR-42, ATR-72, Boeing 737-400, Boeing 737-500, Boeing 737-800, Bombardier CRJ 100/200, Embraer EMB 120 Brasilia, а також усі типи ВС 3 і 4 класу, всі типи вертольотів. Класифікаційне число ЗПС (PCN) 50/F/D/X/T.

## Авіалінії та напрямки, лютий 2021

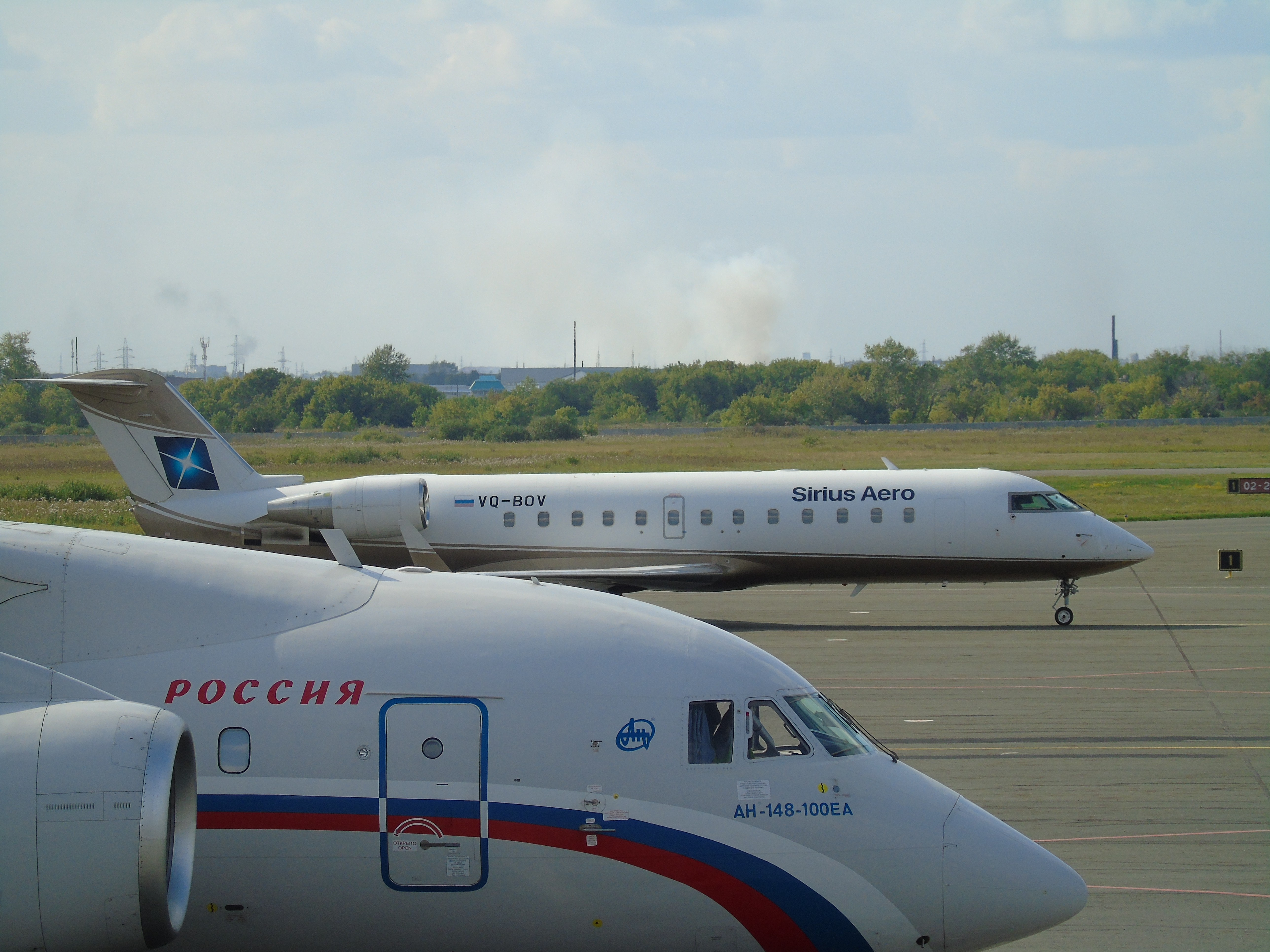
АН-148 (СЛО) і Bombardier Challenger 850 в аеропорту Кургана

| Авіакомпанія | Пункт призначення                                                |
| ------------ | ---------------------------------------------------------------- |
| Pegas Fly    | Москва–Шереметьєво                                               |
| Pobeda       | Москва–Внуково                                                   |
| S7 Airlines  | Сезонний: Сімферополь (з 28 квітня 2021), Сочі (з 4 травня 2021) |
| Utair        | Ханти-Мансійськ, Москва–Внуково, Сургут                          |

## Статистика
| Рік   | Пасажирообіг | Зміни       | Авіатрафік | Вантажообіг |
| ----- | ------------ | ----------- | ---------- | ----------- |
| 1 974 | 288 000      |             |            |             |
| . . . | . . .        | . . .       | . . .      | . . .       |
| 2009  | 21 176       |             |            |             |
| 2010  | 16 355       | -29,5 % ▼   |            |             |
| 2011  | 38 088       | + 132,9 % ▲ |            | 118,0       |
| 2012  | 63 885       | + 67,7 % ▲  |            | 236,7       |
| 2013  | 67 587       | + 5,8 % ▲   | 791        | 383,9       |
| 2014  | 81 541       | + 20,6 % ▲  | 842        | 492,1       |
| 2015  | 74 837       | -8,2 % ▼    |            | 462,5       |
| 2016  | 67 494       | -9,8 % ▼    |            | 483,0       |
| 2017  | 63 709       | -5,6 % ▼    |            | 488,8       |
| 2018  | 87 691       | + 37,6 % ▲  |            |             |

(Джерело — річні звіти ВАТ «Аеропорт Курган»)
Див. джерело запитів Вікіданих та джерела.

## Наземний транспорт
Проїзд до аеропорту організовано автобусами № 5, 33, 75, 325, 349, 359, 378, 403.

## Інциденти в районі аеродрому Курган
- 3 лютого 1919 року в с. Мало-Чаусове розбився літак, льотчик вивихнув ногу.
- 26 червня 1919 о 8 годині 45 хвилин розбився підпоручик Микола Пересвєт-Солтан.
- В середині 1919 року розбився білочеський літак LWF-V виробництва США.
- 23 липня 1919 року під час перельоту з Кургану до Омська загорівся в повітрі літак LWF Model V, прапорщик І. Г. Іваненко та механік Фрейман загинули.
- 29 липня 1919 року під час перельоту з Кургану до Троїцька загорівся у повітрі літак LWF Model V 15-го Сибірського авіазагону. Льотчики загинули.
- 20 липня 1944 року під час нічного тренувального польоту курсант Кутерєв допустив відхилення літака вліво, на лінію посадкових вогнів, і зачепив крилом літак оператора посадкових вогнів Ковтуненка, який від отриманих травм помер у лікарні.
- У вересні 1949 року літак санітарної авіації По-2Л вилетів на залізничну аварію, в районі події врізався у водонапірну вежу. Загинули пілот Іван Олександрович Дерябін, бортхірург Надія Миколаївна Попова, операційна сестра Августа Петрівна Федорова.
- У 1952 році аварія літака По-2Л СРСР-Л-3277, пілот М. А. Гімадеєв.
- 28 січня 1955 року на зльоті командир корабля намагався 6 разів відірвати від землі літак Лі-2 СРСР-І1017 заводу № 126 (Комсомольськ-на-Амурі) Міністерства авіаційної промисловості СРСР, без набору встановленої швидкості, не звертаючи увагу на двічі подану йому команду диспетчером аеропорту про припинення зльоту. На сьомий раз, злетівши на 20 м, втратив швидкість. Літак впав на праве крило, на ніс і розбився. Польотна вага літака перевищувала встановлену на 615 кг. Зліт літака у цих умовах відбувався ненормально — розбіг був занадто короткий (315 м). Другий пілот загинув, командир корабля і бортмеханік важко травмовані, другий бортмеханік і бортрадист легко поранені.
- У 1957 році, при попаданні в потужний снігопад, пілот літака Як 2Л СРСР-Л3281 М. М. Циганов втратив просторове положення, літак перевернувся догори лижами і приземлився на верхнє крило на лісовій галявині. Пілот не постраждав.
- У лютому 1959 року за 30 км від пункту призначення с. Ново-Кочердик пілот літака Як-12 СРСР-Л1055 М. М. Циганов під час снігопаду втратив контакт з наземними орієнтирами. Знижуючись наосліп, лівим крилом вдарився об засніжене поле. Пілот і 2 пасажири загинули.
- У 1960 році зазнав ушкоджень під час примусового приземлення Як-12М, пілот Р. Ф. Тюменцев.
- 27 липня 1963 року за 20 км на північ від Кургану від коливання крила літака Як-12 СРСР-05716 у польоті зруйнувався вузол кріплення. Пілот Олег Федорович Андрєєв загинув від удару відірваним крилом по кабіні.
- Влітку 1969 року в радгоспі «Піонер» Макушинського району через брак пального впав літак Ан-2 СРСР-62740. У літака відвалилися мотор і крила, з лівого боку разом з крилом розірвало бензобаки. Після ушкоджень літак підлягав ремонту. КПС Г. М. Кошелєв, другий пілот А. Старигін не постраждали.
- 8 березня 1988 року спроба захоплення сім'єю Овечкіних літака Ту-154 СРСР-85413, який прямував рейсом Іркутськ — Курган — Ленінград.
- 29 березня 1989 року катастрофа вертольота Мі-2 СРСР-20559 Уральського УДА (2-й Свердловський ВАТ) поблизу смт Варгаші. Під час польоту в тумані врізався в дерева. Командир вертольота загинув[5].
- 16 липня 1995 року — авіаційна пригода без людських жертв з літаком Ан-2 RA-81506, пов'язана з відмовою двигуна. Ненавмисне вимикання двигуна шляхом переміщення важеля стоп-крану на себе в польоті одним із членів екіпажу в районі с. Колташево[6].